# Principapillatus hitoyensis
Principapillatus hitoyensis is een ongewerveld dier dat behoort tot de stam van de fluweelwormen (Onychophora). De soort is endemisch in Costa Rica. Het is de enige soort uit het geslacht Principapillatus.

## Voorkomen
Principapillatus hitoyensis werd 2005 voor het eerst waargenomen en uiteindelijk in 2012 wetenschappelijk beschreven. De soort komt alleen voor in regenwouden op circa 300 meter boven zeeniveau in het Reserva Biólogica Hitoy Cerere in de provincie Limón in Costa Rica. 

## Kenmerken
Principapillatus hitoyensis is tot 68 millimeter lang. De kleur varieert van donkerbruin tot oranjerood. Mannelijke dieren hebben 26 tot 29 paar poten, terwijl dit aantal bij vrouwelijke dieren 30 tot 32 paar is. 

## Leefwijze
Principapillatus hitoyensis is een carnivoor en voedt zich met kleine ongewervelden. De soort leeft in de strooisellaag en komt tevens voor in rottende boomstronken, tussen wortels van bananenbomen en in mierennesten.